# Епархия Тибики
Епархия Тибики (лат. Dioecesis Thibicensis) — титулярная архиепархия Римско-Католической церкви с центром в античном городе Тибика, провинция Африка, Римская империя.

## История
Город Тибика идентифицируется с руинами Бир-Магра в современном Тунисе и была местом кафедры одноимённой архиепархии.
С 1933 года епархия Тибики является титулярной архиепархией Римско-Католической церкви.

## Титулярные епископы
- епископ Joseph Kiwánuka (25.05.1939 — 25.03.1953) — назначен епископом Масаки;
- епископ Эужениу ди Араужу Салис (1.06.1954 — 29.10.1968) — назначен архиепископом Са-Салвадора-да-Баия;
- епископ Лайош Када (20.06.1975 — 26.11.2001);
- епископ Хосе Луис Эскобар Алас (19.01.2002 — 4.06.2005) — назначен епископом Сан-Висенте;
- епископ Ramón Alfredo Dus (5.08.2005 — 26.03.2008)  назначен епископом Реконквисты;
- архиепископ Луис Ладария Феррер (9.06.2008 — 29.06.2018 — возведён в кардиналы-дьяконы).

## Источник
- J. Mesnage, L'Afrique chrétienne , Paris 1912, стр. 104-105  (лат.)